# Ligne du Vorarlberg
La Ligne du Vorarlberg (Vorarlbergbahn en Allemand) est une ligne de train traversant la région Autrichienne du Vorarlberg.
Son trajet longe l'autoroute Rheintal/Walgau depuis l'Allemagne entre Lindau et Hörbranz jusqu'à Bludenz, où elle se connecte à la ligne de l'Arlberg en direction d'Innsbruck.
La ligne appartient et est gérée par l'ÖBB